# Санкт-Крістоф
Санкт-Крістоф (нім. St. Christoph) — село та гірськолижний курорт в Австрії у федеральній землі Тіроль.

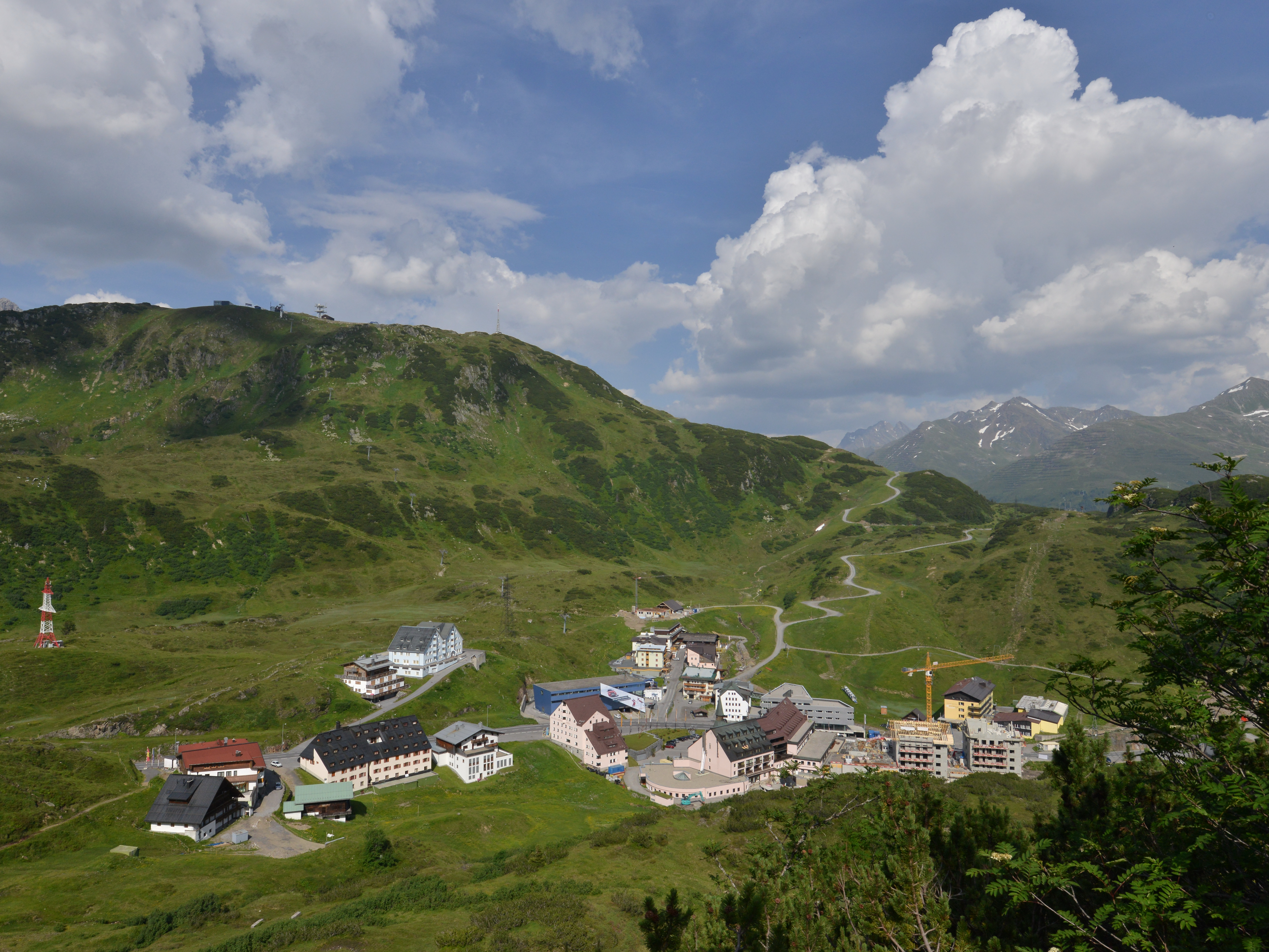
Санкт-Крістоф улітку

Санкт-Крістоф розташований на території регіону Арльберг — батьківщини гірськолижного спорту, де в 1901 р відкрився перший альпійський лижний клуб. Курорти цього регіону — Санкт-Крістоф, Санкт-Антон і Штубен мають одну область катання — загальні траси, схили і підйомники. Маленький Санкт-Крістоф відрізняється від сусідніх курортів тим, що тут навчають австрійських гірськолижних інструкторів, чому сприяють складність і різноманітність трас, а тому він вважається найелітнішим гірськолижним курортом в Австрії.

## Траси і схили
Від вершини Валлуга (2660 м) починається мережа трас, що йдуть на верхній ділянці паралельно і розходяться білч перевалу Валлуга-Йох. Найскладніший спуск веде через Шіндлеркар, найлегший — до Ульмерхютте (2650 м), звідки можна спуститися в Альпе-Рауц, Штубен або Санкт-Антон. Найдовша траса — Валлуга — Ульмерхютте — Санкт-Антон (10 200 м, перепад висот 1350 м). Непідготовлений спуск «Mattun» і найскладніша траса регіону «Arlberg — Kandahar» (3500 м, перепад висот 959 м) призначені тільки для професіоналів. Легендарна траса швидкісного спуску «Arlberg — Kandahar» починається від станції підйомника «Kapall» (2330 м), а від проміжної станції «Gampen» (1850 м) беруть початок траси середньої складності. Цілинні спуски, якими так славиться регіон, є на схилах гір Рендель (2100 м) і Гампберг (2407 м). Цікава траса веде від вершини Росфальшарте (2645 м) в долину Мальфонталь і селище Петні, який не входить в Арльберг, але може зацікавити тим, що тут є 15 км підготовлених трас. Цілинні спуски і природні гірки на схилах Арльберга високо цінуються сноубордистами. На курорті багато ресторанів і барів, є умови для занять іншими видами спорту, проте, в Санкт-Крістоф, як правило, приїжджають заради того, щоб вдосконалити майстерність катання на гірських лижах.